# Fas (jezik)
Fas jezik (ISO 639-3: fqs), papuanski jezik eks-porodice Kwomtari-Baibai, skupine kwomtari, danas dio porodice arai-kwomtari, kojim govore Fas Papuanci u Papui Novoj Gvineji u provinciji Sandaun (distrikti Amanab i Aitape). Postoje malene razlike u istočnom i zapadnom dijalektu.
Govori se u 17 sela na obroncima planine Bewani, to su: Aiamina, Fas 2, Fas 3, Finamui, Fugeri, Fugumui, Kilifas, Mori, Mumuru, Nebike, Savamui, Sumumini, Tamina 1, Tamina 2, Utai, Wara Mayu, Yo. Popisom iz 1979. ukupno 1 629

## Vanjske poveznice
- Ethnologue (14th)
- Ethnologue (15th)